# Final Fantasy VII Remake
Final Fantasy VII Remake (ファイナルファンタジーVII リメイク, Fainaru Fantajī VII Rimeiku) é um jogo eletrônico de RPG de ação desenvolvido e publicado pela Square Enix. É um título principal da franquia Final Fantasy e uma recriação de Final Fantasy VII, tendo sido lançado para PlayStation 4 em 10 de abril de 2020. A história se passa na metrópole de Midgar e acompanha o mercenário Cloud Strife, que se junta a um grupo ecoterrorista em uma tentativa de impedir que a poderosa megacorporação Shinra use a essência vital do planeta como fonte de energia. A jogabilidade combina combate em tempo real com elementos de estratégia.
VII Remake foi anunciado em 2015 após anos de especulações, contando com o retorno de vários membros da equipe de produção original. Um dos objetivos gerais do projeto foi criar um equilíbrio entre o antigo e o novo, com os desenvolvedores precisando escolher quais elementos de VII manter e quais alterar. A narrativa foi expandida e modificada em relação a original, com os roteiristas procurando criar interações mais naturais entre os personagens. O desenho dos protagonistas precisou manter um equilíbrio de realismo e estilização. A trilha sonora contém rearranjos de faixas do jogo original e novas composições.
O jogo foi muito bem recebido pela crítica especializada ao ser lançado. VII Remake foi elogiado por suas gráficos, jogabilidade, narrativa e música, com os críticos destacando o quão fiel era ao título original ao mesmo tempo que expandia sua mitologia. O sistema de combate também recebeu elogios por seus elementos estratégicos e floreios visuais. Entretanto, o jogo mesmo assim recebeu críticas por sua linearidade e natureza repetitiva de missões secundárias. VII Remake foi um sucesso comercial e se tornou um dos títulos mais vendidos do PlayStation 4, além de ter vencido e sido indicado a diversos prêmios da indústria.

## Jogabilidade

A jogabilidade de combate de Final Fantasy VII Remake, mostrando o protagonista Cloud Strife atacando dois soldados inimigos

Final Fantasy VII Remake é o primeiro título de uma planejada série de jogos recriando Final Fantasy VII, lançado em 1997 para PlayStation. O novo jogo abrange a primeira seção do título original, que se passa na cidade de Midgar. Foi estimado que VII Remake cobre aproximadamente trinta por cento da história de VII.
Os jogadores controlam Cloud Strife, um ex-soldado que se torna um mercenário contratado pelo grupo ecoterrorista Avalanche para lutar contra a Shinra Corporation, que está sugando a energia vital do planeta. Todos os elementos foram refeitos usando gráficos poligonais, diferentemente os ambientes pré-renderizados do original. A história inclui grande expansões no desenvolvimento dos personagens e algumas adições de enredo notáveis.
As mecânicas de exploração e combate ocorrem em tempo real. O jogo possui um sistema "Active Time Battle" (ATB) alterado em relação ao original, que sua barra pode ser encher gradualmente ou rapidamente por meio de ataques. O jogador, assim que o ATB é preenchido, pode pausar a ação e usar habilidades como magias, itens e movimentos especiais. É possível designar essas habilidades para botões de atalho, permitindo que sejam usadas em tempo real sem pausas. Cada habilidade consome um segmento da barra ATB. O jogador pode alternar o controle dos membros da equipe em qualquer momento durante o combate. Cada membro da equipe possui habilidades individuais, como os ataques a curta distância de Cloud e ataques a longa distância com Barret. É possível usar magias e invocações de grandes criaturas, com um medidor de "Limit Break" permitindo o uso de um ataque mais poderoso quando estiver preenchido.

## Enredo
O mercenário Cloud Strife aceita um trabalho para o grupo ecoterrorista Avalanche, liderado por Barret Wallace. Este acredita que a Shinra Electric Power Company está prejudicando o meio-ambiente ao usar mako, a essência vital do planeta, como fonte de energia. A Avalanche lança um ataque contra um dos reatores de mako. Cloud começa a ser assombrado por visões de Sephiroth, um ex-colega soldado, e encontra-se com a florista Aerith Gainsborough. Estranhas criaturas fantasmagóricas ocasionalmente ajudam e prejudicam o caminho do Cloud, fazendo com que ele seja recrutado para outro ataque. Este fracassa e ele se encontra novamente com Aerith, protegendo-a da Shinra. Os dois reencontram Tifa Lockhart, amiga de infância de Cloud, e descobrem que a Shinra planeja derrubar uma plataforma da cidade alta de Midgar sobre a Cidade Baixa do Setor 7. O plano é bem-sucedido e a plataforma cai. Aerith ajuda a maior parte da população evacuar em tempo, porém é capturada pela Shinra.
Cloud, Tifa e Barret se infiltram na sede da Shinra e conseguem resgatar Aerith antes dela ser usada como experimento por Hojo, o principal cientista da empresa. Ela revela ser a última descendente dos cetra, uma raça precursora quase extinta que residia na chamada "Terra Prometida", que a Shinra cobiça encontrar por suas reservas de mako sem fim. O grupo encontra uma criatura falante semelhante a um lobo chamada Red XIII, que explica que as entidades fantasmagóricas que estão cruzando o caminho deles são chamadas de Murmúrios. Eles existem com o objetivo de garantir que o curso do destino não seja alterado, corrigindo quaisquer desvios desse caminho. Enquanto isso, o próprio Sephiroth se infiltra nos laboratórios da Shinra e rouba uma misteriosa entidade conhecida como Jenova, que está conectada com a extinção dos cetra.
Sephiroth mata o presidente da Shinra em um confronto nos andares superiores da sede da empresa. Rufus Shinra, filho do presidente, assume o controle da companhia e enfrenta Cloud, porém é derrotado. O grupo foge do edifício por meio de uma rodovia expressa, porém encontram Sephiroth esperando por eles ao final do caminho. Eles derrotam o Arauto dos Murmúrios, uma entidade formada pela amálgama de todos os Murmúrios, em seguida batalhando Sephiroth. Este separa Cloud do resto do grupo e o convida a desafiar o destino juntos. Cloud se recusa e enfrenta Sephiroth, porém acaba derrotado. Sephiroth poupa sua vida e o deixa partir. Enquanto isso, bem quando o grupo deixa a cidade Midgar para ir atrás de Sephiroth, Zack Fair, um soldado, é visto derrotando um exército de forças da Shinra e partindo junto com um Cloud inconsciente.

## Desenvolvimento

### Antecedentes

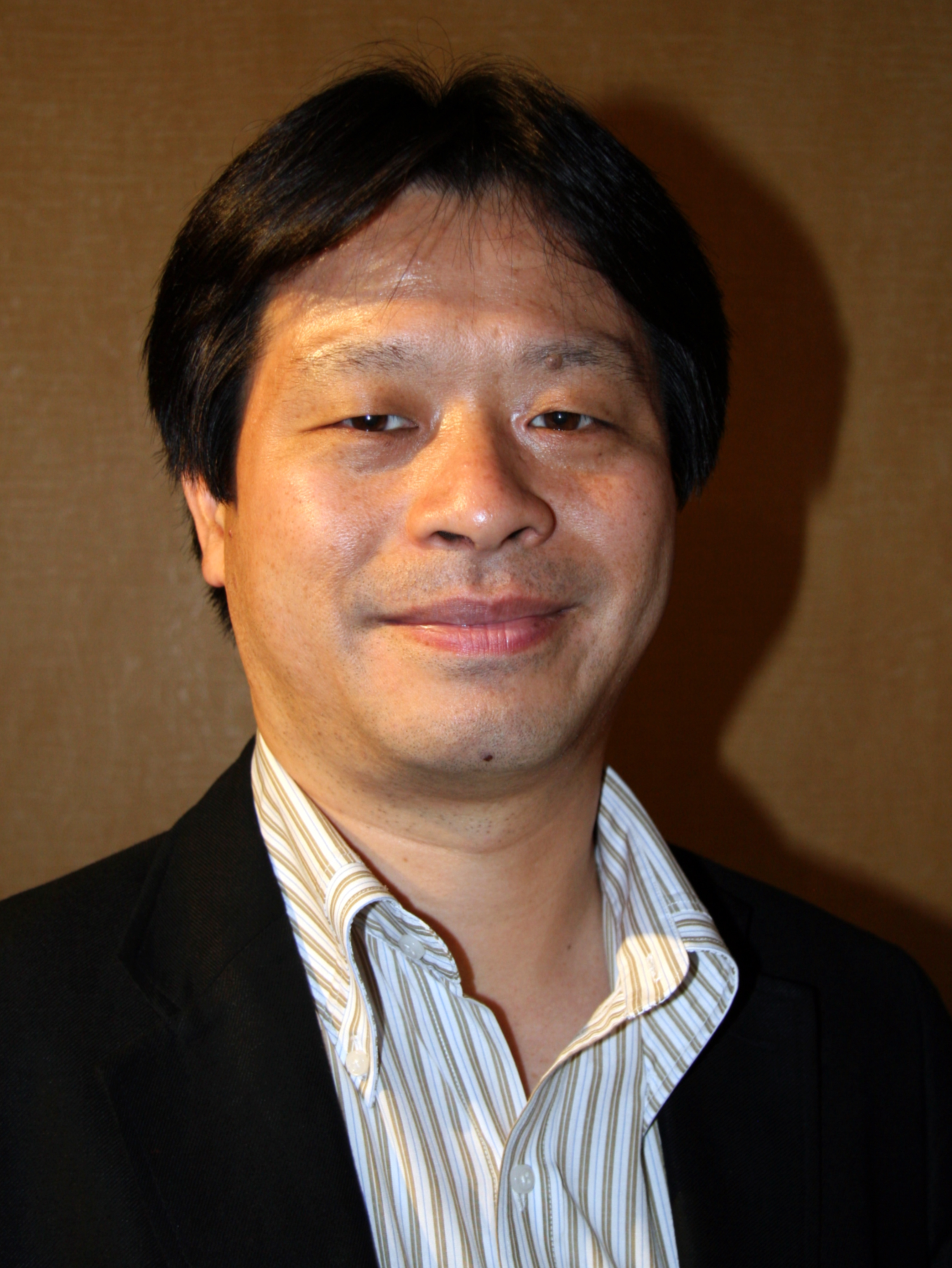
Yoshinori Kitase, diretor do Final Fantasy VII original e produtor de Remake.

O Final Fantasy VII original foi desenvolvido pela então SquareSoft, atualmente Square Enix, para o primeiro console PlayStation da Sony. Seu desenvolvimento começou em 1994 como um projeto para a Nintendo antes de ser transferido para o PlayStation, com sua equipe principal, incluindo o criador da série e também produtor Hironobu Sakaguchi, diretor e co-roteirista Yoshinori Kitase, diretor de arte Yusuke Naora, desenhista de personagens Tetsuya Nomura e roteirista Kazushige Nojima. O jogo foi lançado em 1997 e foi aclamado pela crítica contemporânea e posterior, tornando-se o título mais vendido da série Final Fantasy com mais de dez milhões de cópias mundialmente e estabelecendo a franquia no cenário da indústria dos jogos eletrônicos. VII mais tarde foi expandido através de um projeto multimídia chamado Compilation of Final Fantasy VII, que foi liderado por Kitase e Nomura. Começaram a crescer exigências e rumores de uma recriação após a exibição de uma demo tecnológica do jogo durante a Electronic Entertainment Expo de 2005, que mostrava a abertura do VII original usando a então tecnologia de ponta do PlayStation 3, além do décimo aniversário do título em 2007. Em ambas as ocasiões, membros da Square Enix afirmaram que nenhuma recriação estava sendo desenvolvida. Apesar das demandas e rumores contínuos espalhados por mensagens da equipe dentro dos títulos da Compilation, a equipe principal e os executivos da empresa deram vários motivos do porquê de o jogo não estar em desenvolvimento: elas incluíam querer produzir um título contemporâneo para alcançar as vendas e popularidade de VII; o desejo de se concentrar em jogos novos; a necessidade de deletar partes do original para que o projeto pudesse ser gerenciável; a dificuldade do desenvolvimento em consoles como o PlayStation 3 ;e o tempo de desenvolvimento necessário ser muito longo.
O principal motivo pelo qual as tentativas falharam foi que recriar VII em consoles e hardwares atuais seria uma tarefa "massiva", o que acarretaria o corte de conteúdos caso fosse limitado em um único título. Outro motivo citado foi que a equipe estava ocupada desenvolvendo Final Fantasy XIII e suas sequências, já que Remake seria de um projeto tão grande quanto ou maior para ser realizado ao mesmo tempo. A equipe acabou ficando livre para embarcar em novos jogos assim que a trilogia XIII se encerrou. O projeto finalmente começou quando o produtor Shinji Hashimoto falou sobre o assunto com Kitase, Nojima e Nomura. Estes haviam alcançado um momento em suas respectivas vidas que eles definiram como "aquela idade": todos sentiram que, caso esperassem mais, eles poderiam estar muito velhos ou até mesmo mortos para desenvolver uma recriação de VII, além de não acharem certo entregar o projeto para outra geração produzir. Outro motivo a favor do desenvolvimento do jogo foi que a Square Enix estava criando uma biblioteca cada vez maior de títulos para o PlayStation 4, com a equipe esperando aumentar a popularidade do console. Uma ausência notável da equipe original foi o compositor Nobuo Uematsu, que compôs a trilha sonora original de VII. Remake alcançou um estágio no final de 2015 em que o desenvolvimento total poderia começar.

### Produção

Os personagens tiveram visuais redesenhados de maneira mais realista. Esquerda para direita: Red XIII, Aerith Gainsborough, Cloud Strife, Barret Wallace e Tifa Lockhart

Apesar de Nomura estar envolvido no projeto desde o começo, ele só descobriu que seria o diretor depois de se ver creditado como tal em um vídeo interno de apresentação da Square Enix, já que ele esperava que Kitase novamente assumisse a posição. Este último revelou que achava que Nomura esperaria ser o diretor do jogo. Nojima foi trazido de volta a fim de criar novos materiais de história mesmo com a história principal já existindo, algo que simplificou muito a produção em algumas partes. Apesar da equipe ter tido a opção de simplesmente criar uma versão remasterizada de VII como muitos fãs tinham pedido, eles perceberam que os gráficos e muitas mecânicas de jogabilidade tinham ficado datadas pelos padrões atuais da indústria. Com isso em mente, eles decidiram fazer uma recriação total, reconstruindo os sistemas originais para se adequarem aos gostos modernos e usando a tecnologia contemporânea para recriar o mundo de VII. Essa decisão gerou a criação do sistema de combate orientado para a ação de Remake, além do fato do título moderno mais representativo da franquia Final Fantasy sendo então o jogo de luta Dissidia Final Fantasy de 2009. O sistema de batalha baseia-se nesse sistema de ação, porém não chega a ser completamente de ação. O subtítulo "Remake" foi incluído para diferenciá-lo do original de 1997. Originalmente pensou-se em usar um subtítulo relacionado à história, porém a equipe não queria dar a impressão de que era uma sequência ou um spin-off.
Um dos maiores desafios era o fato do jogo ter sido planejado como um lançamento em múltiplas partes: de acordo com Kitase, isso aconteceu porque tentar colocar o jogo inteiro em um único lançamento forçaria o corte de grandes porções, o que era o oposto da visão da equipe. Dividir Remake em várias partes permitiu dar aos jogadores acesso a áreas que não estavam disponíveis no original, como por exemplo a cidade de Midgar. Cada parte do jogo tem a intenção de ser similar em escala a XIII. A equipe precisou ter cuidado no desenvolvimento da história e mundo para que Remake não ficasse excessivamente nostálgico. Eles também precisaram decidir sobre o que seria trazido do jogo original e o que precisaria de ajustes devido a mudanças nas convenções sociais desde o lançamento de VII. Um elemento em particular que foi deixado de fora foi a cena em que Cloud se veste de mulher para uma missão de infiltração. A equipe também planeja incluir referências aos eventos mostrados nos títulos de Compilation, porém a forma como isso irá acontecer e seu tamanho ainda estão sob consideração. O roteiro da primeira parte foi completado em dezembro de 2015. Remake será completamente dublado e o plano é que os dubladores do filme Final Fantasy VII: Advent Children voltem nos mesmo papéis.
Ao invés de usar os modelos de personagem e estilo gráfico de Advent Children, que naquele momento tinham sido criados com tecnologia de dez anos de idade, a equipe decidiu criar novos desenhos e modelos para os personagens; o diretor queria equilibrar o realismo do filme com uma estilização deformada. Nomura também ficou encarregado de refazer os desenhos dos personagens principais, enquanto Roberto Ferrari ficou com os personagens secundários. A modelação dos personagens está sendo supervisionada pela Visual Works, o ramo de desenvolvimento de computação gráfica da Square Enix. A companhia decidiu licenciar a Unreal Engine 4 da Epic Games ao invés de usar um motor de jogo próprio, com as duas empresas trabalhando juntas para otimizar o motor para Remake. A equipe também recebeu assistência técnica dos desenvolvedores de Kingdom Hearts III, já que estes estavam mais acostumados em trabalhar com Unreal. A iluminação do jogo foi aprimorada com a "Enlighten", um motor de iluminação licenciado da Geomerics. A Square Enix também fez uma parceria com a CyberConnect2 a fim de ajudar na qualidade de vídeo e jogabilidade.

## Lançamento
Diversos rumores sobre a Square Enix ter começado o desenvolvimento de uma recriação de VII começaram em 2014, aparentemente vindos de uma fonte de dentro da indústria. VII Remake foi oficialmente anunciado durante a conferência da Sony Interactive Entertainment na Electronic Entertainment Expo de 2015, recebendo aplausos de pé do público presente dentro do teatro. O trailer de anúncio foi criado pela Visual Works. As ações da empresa subiram após o anúncio até seu maior preço desde novembro de 2008, com a versão oficial do trailer no YouTube alcançando dez milhões de visualizações em duas semanas. O jogo foi exibido em seguida na PlayStation Experience no mesmo ano, onde a seção de abertura de VII foi mostrada. Em 2 de março de 2020, uma demo do jogo foi lançada na PlayStation Store, cobrindo o primeiro capítulo da missão de bombardeio.
Em 10 de junho de 2021, uma versão atualizada do jogo, intitulada Final Fantasy VII Remake Intergrade, foi lançado para PlayStation 5. Apresentando visuais aprimorados e tempos de carregamento mais curtos, disponível sem custo adicional para os proprietários da versão de PS4. Essa versão inclui uma expansão exclusiva para PS5 intitulada Episode Intermission, com a personagem jogável Yuffie Kisaragi, que não aparece no segmento de Midgar do jogo original. A expansão está incluída na compra do Intergrade, mas deve ser adquirida separadamente se estiver usando a atualização gratuita da versão de PS4.
Durante a apresentação da The Game Awards 2021, foi anunciado que a versão para Microsoft Windows do jogo seria lançada em 16 de dezembro de 2021, inicialmente na plataforma da Epic Games Store. A versão para a plataforma Steam foi lançada em 17 de junho de 2022.
Em 2 de abril de 2025, foi anunciado na Nintendo Direct que Integrade será lançado para o console Nintendo Switch 2 em 2025.

## Recepção
Final Fantasy VII Remake recebeu críticas "geralmente favoráveis", de acordo com o agregador de resenhas Metacritic. Tamoor Hussain, da GameSpot, afirmou que, embora Remake seja apenas uma entrada inicial de uma reimaginação completa do jogo original, "é rico em detalhes que antes eram inexplorados, realizando novas ambições de contar histórias com confiança e apresentando novas perspectivas que parecem significativas e essenciais." Ele resumiu que o jogo "conta uma história menor e mais pessoal de Final Fantasy 7 e se casa com um mashup inteligente de ação e jogabilidade de RPG para oferecer uma experiência obrigatória".
Tom Marks, da IGN, considerou o jogo como uma "reinvenção completa", elogiando o sistema de combate, sua "história enriquecida com arcos emocionais reais" e sua sensação nostálgica, mas criticou-o por possuir muito "preenchimento" e, às vezes, por complicar novos pontos na trama e missões secundárias. Ele afirmou que "o preenchimento maçante de Final Fantasy VII Remake e as adições complicadas podem fazer com que ele tropece, mas ainda dá vida nova e emocionante a um clássico, ao mesmo tempo em que é um ótimo RPG". Apesar de observar suas atitudes anti-sociais na recriação, a IGN, Metro e GameSpot comentaram que Cloud é o personagem que tem o arco mais notável em Remake, com a atuação de Cody Christian ajudando a melhorar seu apelo.
Nahila Bonfiglio, do The Daily Dot, afirmou que "o cenário neo noir do jogo, combina perfeitamente com o tom arenoso de Blade Runner". Ela acrescentou que isso é acompanhado pelo seu "level design requintado, com mecânica perfeita, jogabilidade viciante e batalhas empolgantes, e você tem uma receita para talvez um dos melhores jogos do ano".

### Vendas
No Japão, Final Fantasy VII Remake foi o jogo mais vendido durante sua primeira semana de lançamento, vendendo 702.853 cópias físicas em seu primeiro final de semana, com o jogo estando esgotado em muitas lojas. No Reino Unido, o título estreou no topo dos gráficos de vendas semanais, vendendo cerca de 60.000 cópias físicas em seu primeiro fim de semana de estreia. A associação comercial alemã GAME anunciou que demorou apenas alguns dias para Final Fantasy VII Remake vender mais de 100.000 unidades no país, pelas quais ganhou o Gold Sales Award.
Em 21 de abril de 2020, foi anunciado que o jogo havia vendido mais de 3,5 milhões de unidades em todo o mundo em apenas três dias após o seu lançamento. Isso o tornou um dos maiores lançamentos de um jogo para PlayStation 4 e o exclusivo de PS4 mais rapidamente vendido até então, superando as vendas de lançamento dos dois recordistas anteriores, Marvel's Spider-Man (3,3 milhões) e God of War (3,1 milhões).